# Malacoscylus auricomus
Malacoscylus auricomus là một loài bọ cánh cứng trong họ Cerambycidae.